# Giyani
Giyani es un pueblo en la provincia de Limpopo en el norte de Sudáfrica.
La mayoría de sus habitantes son miembros de la etnia tsonga shangaan. El idioma más hablado en la región es el tsonga.
En las décadas de 1970 y 1980, Giyani fue la capital del bantustán de Gazankulu.